# HD 6210
HD 6210，又名BD+60 158，SAO 11557、HR 297，是一颗恒星，视星等为5.84，位于銀經124.47，銀緯-1.25，其B1900.0坐标为赤經0h 58m 8.7s，赤緯+61° -1.25′ 38″。